# الطبقة العليا
الطبقة الغنية في المجتمعات المعاصرة هي طبقة اجتماعية تتألف من أغنى أفراد المجتمع، وهم أيضا يتمتعون بنفوذ وقوة سياسية. تتكون الطبقة الغنية عموماً من الأثرياء وهم ما يقارب 1-2% من السكان، ويتميزون بثروة ضخمة (تتمثل في العقارات) والتي تتوارث من جيل إلى جيل.
وعادة ما يستخدم هذا المصطلح إلى جانب الطبقة المتوسطة والطبقة العاملة كجزء من النموذج الثلاثي في الهرم الاجتماعي.

## المعنى التاريخي
في بعض الثقافات أفراد الطبقة الغنية لا يحتاجون للعمل للعيش، بل أنهم يحصلون على المال من كسب أو توارث الاستثمارات وغالبا ما تكون عقارات فعلية. وأيضا أفراد الطبقة الغنية قد يملكون مال فعلي أقل من التجار. ووضع الطبقة الغنية عادة ما يكون مستمد من الوضع الاجتماعي لعائلة الشخص وليس من إنجازاته وثروته الشخصية. وأن عدد كبير من أفراد الطبقة الغنية يكونون من الأتراف والأسر الحاكمة وأصحاب المناصب وكهنة الدين، وهؤلاء الناس يكونون منذ ولادتهم على وضعهم الاجتماعي وتاريخيا لا يمكن تخطي حدود الطبقات. وأنه لمن الصعب لفرد ما أن يتقدم في الطبقة بسبب بنية المجتمع.

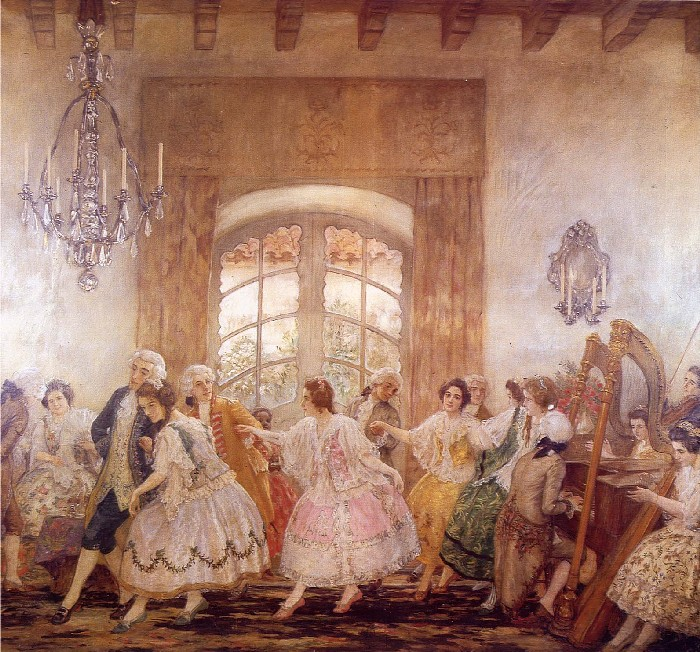
حفلة راقصة في شيلي المستعمرة على شرف بيدرو سبركاسيوكس. كانت المستعمرات الأمريكية في إسبانيا تتألف من الأوروبيين والأسبان المولولدين في الولايات المتحدة ولكنهم تأثروا بالاتجاهات الأوروبية.

في كثير من البلدان كان مصطلح الطبقة الغنية كانت مرتبطا بملكية الأراضي الموروثة. وكانت السلطة السياسية في كثير من الأحيان في المجتمعات ما قبل الصناعية تحت سيطرة ملاك الأراضي، وعلى الرغم من عدم وجود أي عوائق قانونية لملكية الأرض لطبقات المجتمع الأخرى، وكان ملاك الأراضي الطبقة الغنية في أوروبا من النبلاء، مع أنه ليس من الضروري لأن ألقاب النبالة اختلفت من بلد إلى آخر. وكانت بعض الطبقات الغنية ليس لها أي صلاحيات مثل: سزلاشتا في الكومنولث البولندي الليتواني.

## المملكة المتحدة

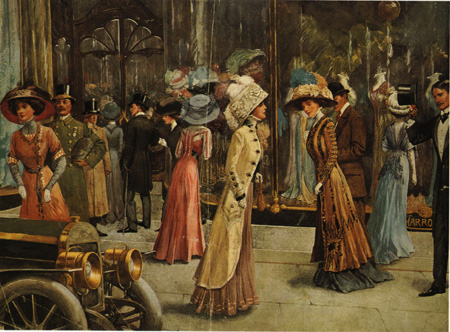
هارودز في عام1909

في المملكة المتحدة تتكون الطبقة الغنية من الأرستقراطيون من العائلات النبيلة الذين يملكون مناصب موروثة. نشأت غالبية الأسر الارستقراطية من طبقة التجار، وكانت بين القرن الرابع عشر والتاسع عشر. ومنذ الحرب العالمية الثانية. وأصبح هذا المصطلح يضم الأغنياء والأقوياء من الطبقات الإدارية والمهنية.

## الولايات المتحدة
في الولايات المتحدة تشير الطبقة الغنية إلى الأغنياء، وغالبا ما تتألف من أصحاب التأثير والثروة، ومن هذا المنطلق فإن الولايات المتحدة تختلف عن بلدان أخرى مثل المملكة المتحدة، بأنها عضوية الطبقة الغنية تعتمد على عوامل أخرى. وتشكل الطبقة الغنية الأمريكية أقل من 1% من السكان، أما الباقي فهم 99% من السكان ويكونون من الطبقة المتوسطة أو الطبقة العاملة. الميزة الرئيسية للطبقة الغنية هي قدرة أفرادها على الحصول على دخل ضخم من الثروة من خلال الاستثمار وإدارة الأموال عوضا عن انخراطهم في العمل المأجور. ومن الأشخاص الذين يصنفون من الطبقة الغنية هم رجال الأعمال الناجحين وكبراء الإداريين التنفيذيين والسياسيين والمستثمرين في البنوك وبعض المحاميين والأطباء والذين ورثوا ثروات وأصحاب رؤوس الأموال المشاهير وتم هذا التصنيف من علماء الاجتماع المعاصرين مثل: جيمس هانسلن أو دنيس جيلبرت. وقد تكون هناك اختلافات بين مكانة أسر الطبقة الغنية، وعلى سبيل المثال ممثلين الدرجة الأولى قد لا تكون لهم هيبة مثل رئيس الولايات المتحدة. وحتى الآن جميع أفراد هذه الطبقة مؤثرين وأثرياء.
| الطبقة العليا | "أسر الطبقة الغنية تسيطر على الشركات الأمريكية ولها تأثير غير متكافئ على مؤسسات الدولة السياسية والتعليمية والدينية وغيرها من المؤسسات. ومن بين جميع الطبقات فان افراد الطبقة الغنية لديهم شعور قوي بالتضامن وإدراك النوع والذي يمتد في جميع انحاء البلاد والعالم. " -وليام تومسون وجوزيف هيكي ،"المجتمع تحت المجهر 2005." | الطبقة العليا |

ومنذ عام 1970 في الولايات المتحدة كان هناك ظلم كبير في الحصول على الدخل، وكان أكثر من 1% يحصلون على دخل أكبر من باقي أفراد المجتمع. ويعتقد علماء الاجتماع مثل آلان جرينسبان أن هذه تعد مشكلة للمجتمع وأضاف أن هذا التوجه مقلق للغاية.
ونقلا عن كتاب «من يحكم أمريكا؟» للكاتب ويليام دومهوف يقول أن توزيع الثروة في أمريكا يعد تسليط ضوء رئيسي لتأثير الطبقة الغنية. وأكثر من 1% من الأمريكيون يملكون ما يقارب 34% من الثروة في الولايات المتحدة. بينما 80% يملكون ما يقارب 16% من الثروة. ويعرض هذا التفاوت الكبير التوزيع الغير متكافئ للثورة في أمريكا من حيث القيمة المطلقة.

### التعليم والطبقة الغنية
أفراد الطبقة الغنية في المجتمع الأمريكي عادة ما يكونون مثقفين وحصلوا على تعليم استثنائي سابق. الآباء الأغنياء يعملون جاهدين لكي يضمنوا ان يكون أطفالهم أفراد من الطبقة الغنية عندما يكبرون. ويحرصون على تسجيلهم في المدارس الراقية من رياض الأطفال والمدارس الابتدائية ومن ثم إلى المدارس المتوسطة الخاصة وبعدها المدارس الثانوية وأخيرا إلى جامعات رابطة اللبلاب. ومن مميزات التحاقهم إلى هذه المدارس الراقية هو جودة التعليم فيها. المعلمين في المدارس الراقية صارمين وشديدين مما يجبر الطلاب على أن يصبحوا حازمين وناجحين. فأفراد الطبقة الغنية عند التحاقهم إلى جامعات مثل جامعات رابطة اللبلاب يكون لديهم الفرصة أيضا للانضمام إلى النوادي والأخويات. أنشأ طلاب جامعة ييل نادي «سكل اند بونز» الاجتماعي. وكان هذا النادي تجمع سري ومن بين الأعضاء جورج بوش الأب، واكتسب أعضاء هذا النادي قيمة اجتماعية بانضمامهم إليه.

## كتب
- Allan G. Johnson، المحرر (2000). "UPPER CLASS". The Blackwell Dictionary of Sociology: A User's Guide to Sociological Language (ط. 2nd). Wiley-Blackwell. ISBN:978-0-631-21681-0. {{استشهاد بموسوعة}}: الوسيط غير المعروف |isbn10= تم تجاهله (مساعدة)
- Michael Hartmann (2007). The Sociology of Elites. Routledge Studies in Social and Political Thought. Taylor & Francis. ج. 50. ISBN:978-0-415-41197-4. {{استشهاد بكتاب}}: الوسيط غير المعروف |isbn10= تم تجاهله (مساعدة)
- Victor T. King (2008). The Sociology of Southeast Asia: Transformations in a Developing Region. NIAS Press. ISBN:978-87-91114-60-1. {{استشهاد بكتاب}}: الوسيط غير المعروف |isbn10= تم تجاهله (مساعدة)
- Susan A. Ostrander (1986). Women of the Upper Class. Women In The Political Economy. Temple University Press. ISBN:978-0-87722-475-4. {{استشهاد بكتاب}}: الوسيط غير المعروف |isbn10= تم تجاهله (مساعدة)

## وصلات خارجية
- Number of households with net-worths over one million dollars
- Relationship between income and education
- "The Aristocracy – how the ruling class survives" on راديو بي بي سي 4’s في زماننا  [لغات أخرى]‏ featuring David Cannadine، Rosemary Sweet and Felipe Fernandez-Armesto